# Шалдайський сільський округ
Шалда́йський сільський округ (каз. Шалдай ауылдық округі, рос. Шалдайский сельский округ) — адміністративна одиниця у складі Щербактинського району Павлодарської області Казахстану. Адміністративний центр — село Шалдай.
Населення — 2441 особа (2021; 2771 у 2009, 2760 у 1999, 3329 у 1989).
Станом на 1989 рік існувала Шалдайська сільська рада (села Бузолань, Кобзельген, Первомайка, Садикаши, Сугур, Чушкали, Шалдай), село Єсільбай перебувало у складі Чигиринської сільради. Села Орловка та Первомайка були ліквідовані 2000 року, села Бозалан та Сугур — 2017 року. 2019 року до складу округу було включене село Єсільбай ліквідованого Чигириновського сільського округу.

## Склад
До складу округу входять такі населені пункти:
| Населений пункт  | Старі назви         | Населення, осіб (1989) | Населення, осіб (1999) | Населення, осіб (2009) | Населення, осіб (2021) |
| ---------------- | ------------------- | ---------------------- | ---------------------- | ---------------------- | ---------------------- |
| Бозалан, село    | Бузолань            | 106                    | 85                     | 81                     | -                      |
| Єсільбай, село   | -                   | 850                    | 700                    | 853                    | 593                    |
| Орловка, село    | Кобзельген, Кунгуус | 7                      | 28                     | -                      | -                      |
| Первомайка, село | -                   | 40                     | 45                     | -                      | -                      |
| Садикащі, село   | Садикаши            | 337                    | 288                    | 213                    | 161                    |
| Сугур, село      | -                   | 136                    | 106                    | 58                     | -                      |
| Чушкали, село    | -                   | 117                    | 97                     | 92                     | 82                     |
| Шалдай, село     | -                   | 1736                   | 1411                   | 1474                   | 1605                   |